# Великобурлуцька волость
Великобурлуцька волость — адміністративно-територіальна одиниця Вовчанського повіту Харківської губернії.
Найбільші поселення волості станом на 1914 рік:
- слобода Великий Бурлук — 6854 мешканці.
- слобода Хатнє — 3257 мешканців.
- слобода Малий Бурлук — 1137 мешканці.

Старшиної волості був Вельма Олександр Григорович, волосним писарем — Гарагатий Климентій Федірович, головою волосного суду — Улибкін Петро Дмитрович.